# Craig Barrett (Leichtathlet)
Craig Michael Barrett (* 16. November 1971 in Ōpunake) ist ein ehemaliger neuseeländischer Geher, dessen Spezialstrecke die 50-km-Distanz war.
Bei den Leichtathletik-Weltmeisterschaften 1995 in Göteborg kam er auf Rang 22, bei den Olympischen Spielen 1996 in Atlanta auf Rang 33 und bei den Weltmeisterschaften 1997 in Athen auf Rang 13.
1998 führte er bei den Commonwealth Games in Kuala Lumpur bis kurz vor Schluss mit fünf Minuten Vorsprung, brach jedoch einen Kilometer vor dem Ziel dehydriert zusammen. Dreimal versuchte er erfolglos, sich aufzurappeln, und schließlich wurde er aus dem Rennen genommen und ärztlich versorgt. Das tragische Ende des Wettkampfs rührte seine Landsleute so sehr, dass sie ihm in einer Telefonabstimmung zu einem von drei Teilnehmer der Spiele wählten, die einen Neuwagen erhielten.
Einem siebten Platz bei den Weltmeisterschaften 1999 in Sevilla folgte ein 18. Platz bei den Olympischen Spielen 2000 in Sydney. 2001 gab er bei den Weltmeisterschaften in Edmonton auf.
Seinen größten Erfolg feierte er im darauffolgenden Jahr, als er bei den Commonwealth Games 2002 in Manchester Silber gewann. 2003 wurde er bei den Weltmeisterschaften in Paris/Saint-Denis disqualifiziert, und 2004 belegte er bei den Olympischen Spielen in Athen den 29. Platz. Bei den Weltmeisterschaften 2005 in Helsinki wurde er erneut disqualifiziert, bei den Commonwealth Games 2006 wurde er Vierter.
Ende 2006 beendete er seine sportliche Karriere, um sein Architektur-Studium abzuschließen.
Achtmal wurde er Neuseeländischer Meister im 3000- bzw. 5000-m-Gehen (1998–2005), viermal im 10-km-Gehen (2001, 2003–2005), achtmal im 20-km-Gehen (1998–2004, 2006), viermal im 30-km-Gehen (1993, 1995–1997) und siebenmal im 50-km-Gehen (1995–1997, 1999, 2001–2003). 1998 wurde er außerdem Australischer Meister im 30-km-Gehen.

## Bestzeiten
- 3000 m Gehen: 11:21,50 min, 19. Januar 2002, Wanganui (neuseeländischer Rekord)
- 20 km Gehen: 1:22:20 h, 26. Januar 1998, Adelaide (neuseeländischer Rekord)
- 50 km Gehen: 3:48:05 h, 16. Juni 2001, New Plymouth (neuseeländischer Rekord)